# Antoine Costa
Antoine Costa (ur. 23 października 1884 w Oranie, zm. 31 stycznia 1971 w Béziers)  − francuski gimnastyk, olimpijczyk.
Uczestniczył w rywalizacji na IV i V Letnich Igrzyskach Olimpijskich. Startował tam dwukrotnie w wieloboju indywidualnym. W wieloboju indywidualnym w Londynie zajął 14. zdobywając 241,75 punktu. W wieloboju indywidualnym w Sztokholmie zajął miejsce 10. zdobywając łącznie 124,50 punktu (drążek - 29,75; poręcze - 34,25; kółka - 29,75;	koń z łękami - 30,75).